# Luganska Narodna Republika
Luganska Narodna Republika (rus. Луганская Народная Республика)  je međunarodno nepriznata republika Rusije u okupiranim dijelovima istočne Ukrajine u Luganskoj oblasti s glavnim gradom u Lugansku. LNR su 2014. godine proglasile paravojne formacije koje je podržavala Rusija, a isprva je djelovala kao marionetska odcijepljena kvazidržava dok je 2022. nije anektirala Rusija.

## Izbijanje oružanog sukoba
Nakon svrgavanja proruskog ukrajinskog predsjednika Viktora Janukoviča 21. veljače 2014., nasilje se širilo između proruskih i proeuropskih skupina države. Do sredine ožujka, u nekoliko gradova, poglavito u Donjecku i Lugansku, naoružane skupine, koje su se isprva nazivale "jedinice za samoobranu", su počele zauzimati administrativne zgrade jednu po jednu. Njihovi zahtjevi bili su različiti: neki su tražili da Ukrajina postane federacija, drugi da se te regije pripoje Rusiji, po uzoru na rusku aneksiju Krima.
Dana 27. travnja, naoružane jedinice u Lugansku proglasile su "Narodnu Republiku Lugansk". Između travnja i lipnja, paravojne jedinice su uspostavile nekoliko kontrolnih točaka koje nadziru ulaz i izlaz iz Slovjanska te su se, prema izvještajima, opirali kontroli ukrajinske vlade. Zauzeli su i kontrolu nad pojedinim cestama, te su potom uspostavili više kontrolnih točaka i vojnu prisutnost u okolnim gradovima na istoku Ukrajine.
Prijelazna ukrajinska vlada, uspostavljena do predsjedničkih izbora 25. svibnja, je nakon oklijevanja započela protunapad na istoku, koji je nazvala "antiterorističkom operacijom". Vladine snage uspostavile su vlast nad nekoliko odmetnutih gradova.
Proruske skupine su 11. svibnja organizirale referendum o odcjepljenju Donjecka i Luganska od Ukrajine, te proglasili neovisnost nakon što je navodno preko 90% glasača glasovalo "za". EU je referendum proglasila "nezakonitim". Ruski predsjednik Vladimir Putin prethodno je pozvao pobunjenike da odgode referendum i traže dogovor s vlastima u Kijevu, ali su proruski pobunjenici to odbili. Prilikom ukrajinskih predsjedničkih izbora, predstavnici samoproglašenih republika Donjeck i Lugansk izdali su odredbe kojima "zabranjuju glasovanje" u tim područjima te su prijetili smrću svakome tko je sudjelovao u tim izborima. Tjednima prije izbora, pobunjenici su u tim područjima zauzeli urede za glasovanje, uništili opremu i dokumente, te oteli ili prijetili članovima odbora za izbore.
Dana 22. svibnja 2014., bilo je proglašeno ujedinjenje s DPR-om u Novorusiju, ali se od ideje u međuvremenu odustalo.